# Dettopsomyia alba
Dettopsomyia alba är en tvåvingeart som beskrevs av Carson och Toyohi Okada 1982. Dettopsomyia alba ingår i släktet Dettopsomyia och familjen daggflugor. Inga underarter finns listade i Catalogue of Life.